# Super Mario Ball
Super Mario Ball (スーパーマリオボール, Sūpā Mario Bōru), connu en Amérique du Nord sous le nom de Mario Pinball Land, est un jeu vidéo de flipper édité par Nintendo et développé par Fuse Games. Il est sorti en 2004 au Japon, en Amérique du Nord puis en Europe sur Game Boy Advance.

## Système de jeu
Super Mario Ball est un jeu de flipper qui se déroule dans l'univers de Super Mario. Mario, sous la forme d'une bille, doit collecter des étoiles afin d'ouvrir des portes, à la manière de Super Mario 64. Le joueur peut le contrôler indirectement en activant les flippers à l'aide des boutons L et R.

## Accueil
Super Mario Ball reçoit des avis généralement mitigés. Il obtient un score de 62 % sur Metacritic. Cependant, il est bien accueilli par Jeuxvideo.com, qui déclare « qu’il en découle un titre bourré de bonnes idées et dont on se lasse difficilement. »